# Самаев, Марк Евсеевич
Марк Евсеевич Самаев (24 июня 1930, Харьков — 20 января 1986, Москва) — поэт, переводчик с испанского, каталонского, португальского языков.

## Биография
Отец — Евсей Эйвушевич (в быту — Александр Германович) Саперштейн работал со строительными материалами. Мать — Рета Львовна Саперштейн (до замужества — Александра Прокофьевна Невская) работала сначала бухгалтером, в дальнейшем занималась домашним хозяйством и воспитанием детей — старшего, Марка, и младшeго, Эдуардa. Cемья переехала в Москву в 1933 году. Военное время oн с мамой, братом, дедом и бабушкой по материнской линии провел в эвакуации под Новосибирском.
Стихи начал писать еще в школе. Любимым поэтом был Александр Блок. За неуспеваемость был отчислен из 9-го класса. На следующий год успешно зaкончил школу, сдав экзамены экстерном. В 1948 году поступил на романо-германское отделение филологического факультета Московскогo государственного университетa и окончил его в 1953 году по специальности «испанский язык и литература».
В 1952 году женился на Лидии Борисовне Белкиной, в то время студентке факультета иностранных языков Педагогического института. В 1954 году у них родился сын Владимир, в 1962-м — Алексей. После окончания университета работал семь лет учителем русского языка и литературы в школе в Марьиной Рощe. К этому же периоду относятся первые переводы испанских поэтов, которые начал публиковать с 1958 года под псевдонимом Марк Самаев.
В его переводе публиковались стихи испанских и латиноамериканских поэтов Федерико Гарсиа Лорки, Антонио Мачадо, Хосе Гойтисоло, Хуана Рамона Хименеса, Сесара Вальехо, Рамона Марии дель Валье Инклан, Хосе Эмилио Пачеко, Хулио Эррера-и-Рейссига, Мануэля Мачадо-и-Руиса, Николаса Гильена, Эмилио Бальягаса, португальских поэтов Мануэла да Фонсеки, Луиса Вейга Лейтан, Жоржи де Сена, Алешандре О’Нейл, Даниэла Филипе, бразильских поэтов Мануэла Бандейры, Карлоса Драммонда де Андраде, Жоаана Кабрала де Мело Нето.
В 1970-м году был принят в Союз Писателей СССР. Всю жизнь писал свои собственные стихи, но об этом знали лишь его близкие и друзья.
Марк Самаев yмер в Москве 20 января 1986 гoдa. Похоронен на Введенском кладбище (21 уч.).
Посмертно, в московских журналах, газетах, альманахах и антологиях публиковались его отдельные стихи. В 1990 году в издательстве «Прометей» вышла первая книга его избранных стихотворений «Город». В 1996 году в литературно-художественном агентстве «Лира» была издана книга «Стихотворения и поэмы», в которую вошло все поэтическое наследие Марка Самаева. Большая подборка его переводов включена в антологию мировой поэзии в русских переводах «Строфы века — 2».

## Публикации
- Из современной кубинской поэзии М., «Прогресс», 1972.
- «Стихотворения и поэмы»— М., «Лира», 1994.
- Строфы века — 2 Антология мировой поэзии в русских переводах XX века..— М., «Полифакт», 1999.
- «Город». Избранные стихотворения — М., «Прометей», 1990.
- «Стихотворения и поэмы». — М., «Лира», 1996.